# Visconde do Rio Branco
Visconde do Rio Branco là một đô thị thuộc bang Minas Gerais, Brasil. Đô thị này có diện tích 241,957 km², dân số năm 2007 là 35346 người, mật độ 147,4 người/km².